# Pheidole andrieui
Pheidole andrieui är en myrart som beskrevs av Santschi 1930. Pheidole andrieui ingår i släktet Pheidole och familjen myror. Inga underarter finns listade i Catalogue of Life.